# Los sobrinos del zorro
 Los sobrinos del Zorro es una película en blanco y negro de Argentina dirigida por Leo Fleider sobre el guion de Carlos A. Petit que se estrenó el 14 de febrero de 1952 y que tuvo como protagonistas a Pepe Iglesias, Mirtha Torres y Pedro Pompillo.

## Sinopsis
Un cartero debe interrumpir su luna de miel para cuidar cuatro sobrinos malcriados.

## Reparto
- Pepe Iglesias ... René Mendoza
- Mirtha Torres ... Zulema
- Pedro Pompillo ... Felipe Valdez Soria Oeste
- Chola Osés ... Doña Eulalia
- José Comellas ... Pesquisa
- Hugo Lanzillotta	... Sobrino 1
- Pedro Bosqued ... Sobrino 2
- Pablo Bosqued ... Sobrino 3
- Isabel Uribezalgo
- Susana Gilli
- Martha Britos
- Margarita Burke
- Aída Villadeamigo ... Mujer en el correo
- Gerardo Fariña
- Félix Tortorelli	... Orador en homenaje a Frioni
- Oscar Pedemonti
- María Pérez
- Carlos Barbetti ... Giacomo Frioni
- Enrique Núñez
- Mercedes Sombra

## Comentarios
Noticias Gráficas dijo en su crónica del filme:

”Tiene eficacia cómica aunque simple… Pepe Iglesias se desempeña con entusiasmo.”

Por su parte La Nación opinó:

”Leo Fleider ha dado al filme el sostenido ritmo que reclamaba el argumento… que no tiene pretensiones estéticas orientado a un film ampliamente logrado: hilaridad.”